# Friedrich Götze
Friedrich Götze (né le 6 août 1951 à Hameln) est un mathématicien allemand, spécialisé dans la théorie des probabilités, les statistiques mathématiques et la théorie des nombres.

## Formation et carrière
Götze étudie les mathématiques et la physique à l'Université de Göttingen et à l'Université de Bonn grâce à une bourse de la Studienstiftung des deutschen Volkes. En 1978, il obtient son doctorat à l'Université de Cologne avec une thèse Asymptotic Expansions in the Central Limit Theorem in Banach Spaces (les expansions asymptotique dans le théorème central limite dans les espaces de Banach) sous la direction de Johann Pfanzagl. À l'université de Cologne, Götze est assistant, passant un an comme professeur invité à l'université de Californie à Berkeley. En 1983, il obtient son habilitation à Cologne avec une thèse Asymptotische Entwicklungen in zentralen Grenzwertsätzen (Développements asymptotique des théorèmes limites centraux). En 1984, il devient professeur de mathématiques à l'université de Bielefeld. Pendant les années académiques 1990/91 et 2002/2003, il est doyen de la Faculté de Mathématiques.
Götze est membre du conseil consultatif scientifique de l'Institut Weierstrass (dont il est membre fondateur) et du conseil d'administration de la Gesellschaft für Mathematische Forschung, qui soutient et représente légalement l'Institut de recherches mathématiques d'Oberwolfach. Il est membre de l'Institut de stochastique mathématique de l'Université de Göttingen et membre de l'Academia Europaea. Il est en 2017/18 le vice-président et est élu pour 2019/20 comme président de la Deutsche Mathematiker-Vereinigung (DMV).

## Recherches
Ses recherches portent sur les méthodes asymptotiques, les taux de convergence et les théorèmes limites en statistique mathématique, les processus de Markov, les algorithmes stochastiques, la théorie des probabilités, l'analyse fonctionnelle et la distribution spectrale dans les matrices aléatoires. Il applique des méthodes probabilistes à la théorie analytique des nombres et à la géométrie des nombres, notamment le problème de la distribution et de la densité des points de réseau dans les ellipses. Avec l'introduction de nouvelles méthodes fondamentales, il donne une nouvelle preuve efficace de la conjecture d'Oppenheim, qui est prouvée pour la première fois par Gregori Margulis en 1987. Götze est le porte-parole du Spektrale Strukturen und Topologische Methoden in der Mathematik du DFG Collaborative Research Center.
Götze est conférencier invité au Congrès international des mathématiciens à Berlin en 1988,. En 2009, il devient membre de la Leopoldina. En 2012, il est chargé de la Conférence Gauss avec la conférence Der mehrdimensionale zentrale Grenzwertsatz und die Geometrie der Zahlen (Le théorème central limite multidimensionnel et la géométrie des nombres). Pour sa contribution à la création de l'Institut européen de statistique, de probabilité, de recherche sur les opérations stochastiques et ses applications (Eurandom), il reçoit l'Ordre d'Orange-Nassau en 2014.